# Coenosia infantula
Coenosia infantula är en tvåvingeart som först beskrevs av Camillo Rondani 1866.  Coenosia infantula ingår i släktet Coenosia och familjen husflugor. Arten är reproducerande i Sverige. Inga underarter finns listade i Catalogue of Life.